# 加藤弘之
加藤 弘之（かとう ひろゆき、1836年8月5日〈天保7年6月23日〉- 1916年〈大正5年〉2月9日）は、明治時代の日本の啓蒙思想家、教育者。旧幕臣・出石藩士。位階勲等は正二位勲一等、爵位は男爵、学位は文学博士・法学博士。旧名・誠之（あきゆき）、通称・弘蔵（こうぞう）。
外様大名の出石藩の藩士の子に生まれ、出石藩藩校弘道館で学んだ後、済美館や致遠館でグイド・フルベッキの門弟として学ぶ。学門一筋で精進し幕臣となり、維新後は新政府に仕える身となる。明六社会員。外務大丞、元老院議官、勅選貴族院議員などを歴任、獨逸学協会学校の第3代校長、旧東京大学法・理・文3学部の綜理を務め、のち帝国大学（現・東京大学）第2代総長を務めた。大日本教育会名誉会員。その後男爵、初代帝国学士院院長、枢密顧問官。獨逸学協会会員。

## 来歴
- 1836年（天保7年） - 但馬国出石藩（現在の兵庫県豊岡市）の藩士として、同藩家老をも務めた加藤家の加藤正照と、妻・錫子の長男として生まれる。幼名は土代士（とよし）。
- 1852年（嘉永5年） - 江戸に出て佐久間象山に洋式兵学を学ぶ。
- 1854年（安政元年） - 大木仲益（坪井為春）に入門して蘭学を学ぶ。
- 1860年（万延元年） - 蕃書調所教授手伝となる。この頃からドイツ語を学びはじめる。
- 1861年（文久元年） - 『鄰草（となりぐさ）』を著す。外敵を防ぐためには武器だけでは駄目で人和が必要であると喝破し、立憲思想（議会による上下分権）の優越性を論じ、同僚の西周や津田真道に大きな影響を与える（但し印刷・公表されたのは1889年）。
- 1864年（元治元年） - 旗本となり開成所教授職並に任ぜられる[5]。
- 1868年（慶応4年） - 1月、目付に任ぜられる。新暦12月12日、政体律令取調御用掛に就任。この年、『立憲政体略』刊行。
- 1869年（明治2年） - 新政府へ出仕、外務大丞などに任じられる。この年『非人穢多御廃止之儀』を公議所に提出。
- 1870年（明治3年） - 洋書進講担当の侍講に任ぜられる。旧暦7月、『真政大意』を著し天賦人権論を紹介。
- 1872年（明治5年） - ヨハン・カスパル・ブルンチュリ（英語版）の『国家学』を進講（後に『国法汎論』として翻訳出版）。
- 1873年（明治6年） - 明六社に参加。民撰議院設立論争では時期尚早論を唱えた。
- 1874年（明治7年） - 『国体新論』を発表。『日新真事誌』2月3日に、民撰議院設立尚早論を掲載。
- 1877年（明治10年） - 2月1日、東京開成学校綜理に就任。4月13日、旧東京大学法文理三学部綜理に就任。
- 1881年（明治14年） - 7月、職制改革により、旧東京大学初代綜理に（1887年1月迄）。11月22日、加藤の絶版届により『真政大意』『国体新論』の販売禁止（内務省達）。
- 1882年（明治15年） - 10月、『人権新説』出版、社会進化論の立場から民権思想に対する批判を明確にし、民権思想家との論争を引き起こす。一般的には、この『人権新説』を境に、加藤は自らの思想、態度を変化させたと考えられている。
- 1886年（明治19年） - 1月11日、元老院議官。
- 1888年（明治21年） - 日本初の文学博士の一人として学位取得。
- 1890年（明治23年）  - 5月、旧東京大学を改制した帝国大学の第2代総長となる。9月29日、貴族院議員に勅任[6]（1906年12月15日迄）。
- 1893年（明治26年） - 6月、帝国大学総長を辞任。7月、錦鶏間祗候。11月29日、『強者の権利の競争』（ドイツ語にも翻訳され5月、 Der Kampf ums Recht des Stärkeren und seine Entwicklung として出版）では、強権的な国家主義を展開した。
- 1895年（明治28年） - 7月、宮中顧問官。
- 1898年（明治31年） - 高等教育会議議長。
- 1900年（明治33年） - 5月、男爵に叙せられ華族に列する[7]。
- 1901年（明治33年） - 3月、東京帝国大学名誉教授の称号を授与される[8]。
- 1906年（明治39年） - 7月、初代帝国学士院長。12月10日、枢密顧問官。
- 1907年（明治40年） - 8月28日、『吾国体と基督教』、キリスト教を攻撃し、国体とキリスト教をめぐって論争がおこる。
- 1916年（大正5年）：79歳で死去。遺言により、無宗教で葬儀が行われた。墓所は雑司ヶ谷霊園。

## 思想
1861年(文久元年)に執筆された『鄰艸』はわが国で初めて立憲政体(上下分権の政体)の透徹した理解を示し、その強みと必要性を説得的に論じた画期的な著作であり、公表されなかったとは言え、同僚の西周や津田真道に読まれ、大きな影響を与えた。(上下分権とは、「君主万民の上に在りて之を統御すると雖も、確固たる大律(憲法）を設け又公会(議会)と云える者を置きて王権を殺ぐ者を云ふ」) 
また、1868年(明治元年)には『立憲政体略』を著わす。これらは人和がなければ兵器があっても外敵を防げず、人和のためには立憲政体(上下同治、君民同治)が必要であるという論旨である。明治初年における政府内で、すでに将来の立憲政体樹立のコンセンサスが形成されていたことは、加藤の多大な貢献による。1872年(明治5年)宮島誠一郎の『立国憲議』、同年左院が正院に提出した『下議院を設くるの議』や1873年、大久保利通の『立憲政体に関する意見書』などは基本的に加藤の論に基づいている。
加藤の思想は終生現実的だった。
維新後は天賦人権説に拠った啓蒙思想の傾向が強く、1873年（明治6年）には福澤諭吉、森有礼、西周らとともに明六社を結成、啓蒙活動を展開した。しかし後には社会進化論の立場から民権思想を批判するようになり、この180度の転向が終生攻撃の的となる。
加藤は1879年（明治12年）11月には、愛宕下青松寺での講演「天賦人権説ナキノ説并善悪ノ別天然ニアラザルノ説」で、進化論の立場から天賦人権説を否定していたが、1881年（明治14年）に海江田信義がこれを批判すると、この問題は政府部内にも波及した。加藤は文部卿・福岡孝弟に促され、改めて天賦人権論の立場から書かれた旧著『真政大意』と『国体新論』の絶版を宣言するという騒動になっている。

## 家族・親族
- 父：加藤正照 - 出石藩士
- 長男：加藤照麿（男爵・医学博士・貴族院互選議員）
  - 孫：加藤成之（照麿の長男、男爵・音楽学者・貴族院互選議員・女子美術大学学長）
  - 孫：濱尾四郎（照麿の四男、濱尾新の養子、子爵・弁護士・推理作家・貴族院互選議員）
  - 孫：古川ロッパ（照麿の六男、古川武太郎の養子、喜劇役者）
- 三男：馬渡俊雄（内務官僚）
- 長女：隆子（山縣伊三郎の妻）
- 三女：幸子（近藤虎五郎の妻）
- 六女：徳子（古川武太郎（満鉄役員）の妻）
- 七女：梅子（榊保三郎の妻）
- 八女：久子（俵國一の妻）
- 弟：加藤正矩 - 洋学者。1873年より五代友厚の指示で兵庫の神子畑鉱山の開発に携わる[11]。その後、新潟師範学校、京都師範学校の校長を務めた。娘に三宅やす子。養女の香芽子は河本重次郎の妻となった。養子の加藤静太郎（ルイ・セヴォズ）は鉱山技師ドゥー・セヴォズと日本人女性との子で、実父が帰国したため、当時鉱山幹部だった正矩が引き取り養子としたが、1881年に廃嫡となり、1885年に家出、船員となってブルーム (西オーストラリア州)で結婚ののち、シンガポールで日本陸軍軍政府に勤務し、1943年に死去した。[12][13]

## 生家

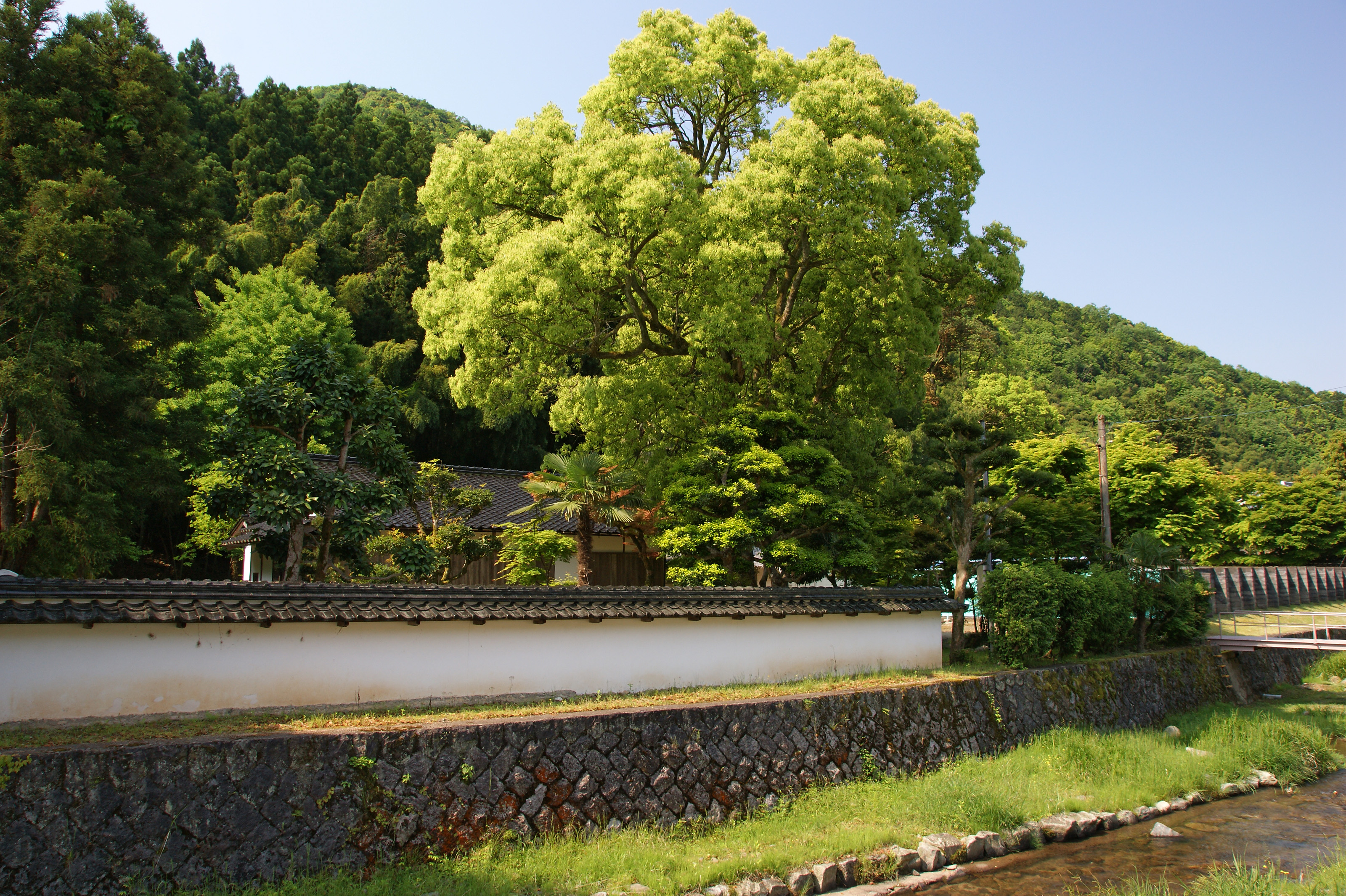
出石に現存する生家

兵庫県豊岡市出石には生家があり、敷地と建物は当時のまま残されているが、屋根や外観は改修されている。

## 栄典
位階
- 明治2年9月18日 - 従五位

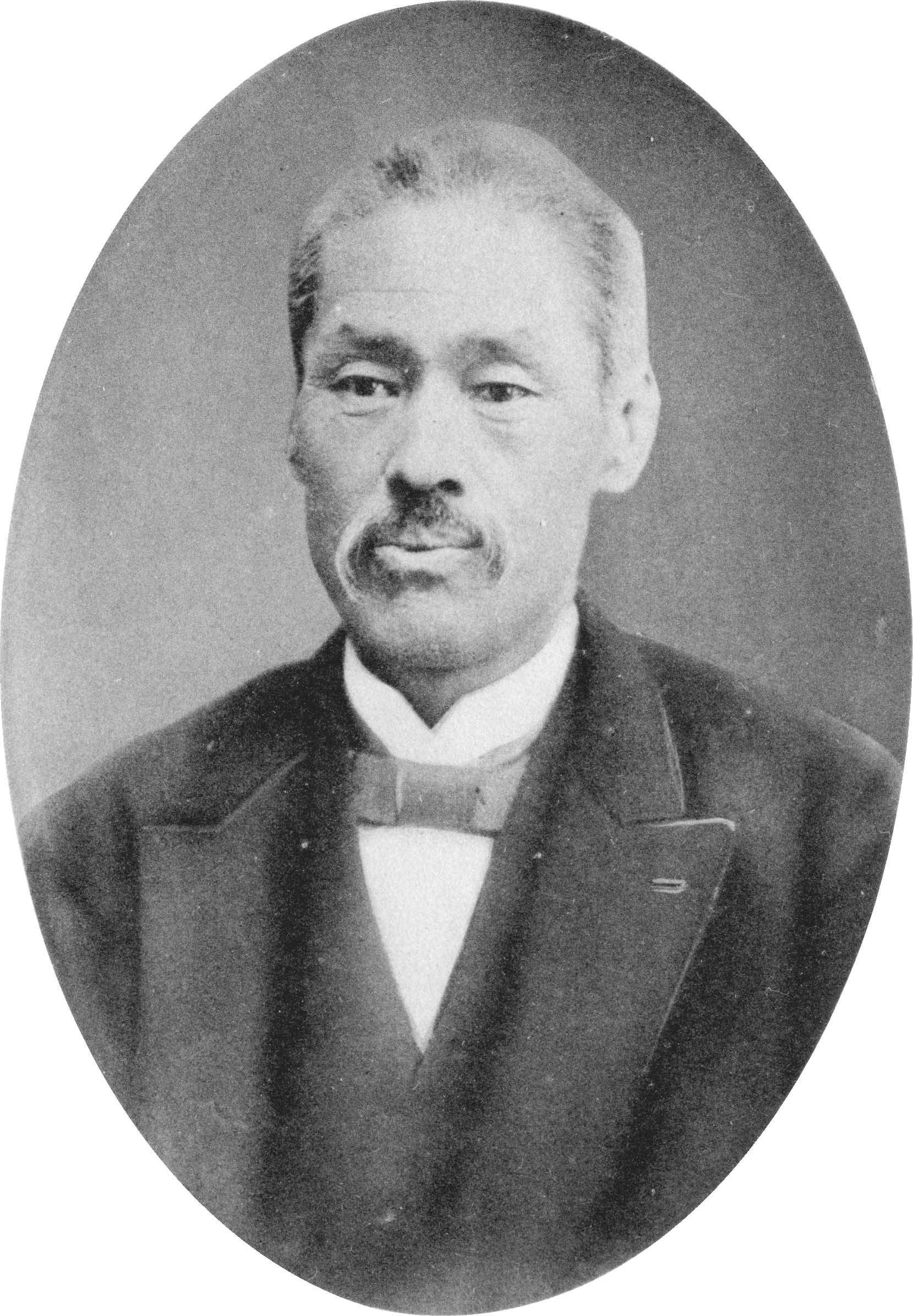
加藤弘之

- 1880年（明治13年）6月8日 - 正五位
- 1884年（明治17年）11月20日 - 従四位
- 1886年（明治19年）10月20日 - 従三位[15]
- 1893年（明治26年）4月11日 - 正三位[16]
- 1907年（明治40年）7月2日 - 従二位[17]
- 1916年（大正5年）2月9日 - 正二位[18]

勲章等
- 1882年（明治15年）12月29日 - 勲三等旭日中綬章
- 1888年（明治21年）5月29日 - 勲二等旭日重光章[19]
- 1889年（明治22年）11月25日 - 大日本帝国憲法発布記念章[20]
- 1894年（明治27年）7月13日 - 大婚二十五年祝典之章
- 1896年（明治29年）3月29日 - 銀盃一組
- 1900年（明治33年）5月9日 - 男爵[21]
- 1905年（明治38年）
  - 1月20日 - 御紋付御杯[22]
  - 12月22日 - 勲一等瑞宝章[23]
- 1906年（明治39年）4月1日 - 旭日大綬章[24]
- 1912年（大正元年）8月1日 - 韓国併合記念章[25]
- 1915年（大正4年）
  - 4月20日 - 御紋付銀杯[26]
  - 11月10日 - 大礼記念章[27]
- 1916年（大正5年）2月9日 - 旭日桐花大綬章[18]

外国勲章佩用允許
- 1907年（明治40年）8月19日 - プロイセン王国：王冠第一等勲章（ドイツ語版）

## 著作
- 『加藤弘之講論集』 加藤照麿編、金港堂、1891年11月第一・第二 ／ 敬業社、1899年4月第三・第四
  - 『加藤弘之講演全集』 加藤照麿ほか編、丸善、1900年12月
- 「加藤弘之篇」（『明治文学全集 3 明治啓蒙思想集』 大久保利謙編、筑摩書房、1967年1月、ISBN 4480103031）
- 『日本の名著 34 西周 加藤弘之』 植手通有責任編集、中央公論社、1972年1月、ISBN 4124003749 ／ 中央公論社〈中公バックス〉、1984年7月、ISBN 4124004249
- 『加藤弘之文書』 上田勝美ほか編、同朋舎出版、1990年8月（全3巻）、ISBN 4810408833, 4810408841, 481040885X
- 「加藤弘之日記 : 明治十八年一月〜十二月」（『東京大学史紀要』第10号、東京大学史史料室、1992年3月、CRID 1050289455228233088）
  - 「加藤弘之日記 : 明治十一年一月〜明治十三年」（『東京大学史紀要』第11号、1993年3月、CRID 1050007980262878976）
  - 「加藤弘之日記 : 明治十四・十五年」（『東京大学史紀要』第12号、1994年3月、CRID 1050007980273872640）
  - 「加藤弘之日記 : 明治十五・十六年」（『東京大学史紀要』第13号、1995年3月、CRID 1050570930238203904）

著書
- 『立憲政体略』 谷山楼、1868年
  - 吉野作造編輯代表 『明治文化全集 第七巻 政治篇』 日本評論社、1929年11月 ／ 明治文化研究会編 『明治文化全集 第三集 政治篇』 日本評論新社、1955年5月 ／ 明治文化研究会編 『明治文化全集 第八巻 政治篇』 日本評論社、1992年7月、ISBN 4535042489
  - 前掲 『日本の名著 34 西周 加藤弘之』
- 『交易問答』 谷山楼、1869年巻之上・巻之下
  - 吉野作造編輯代表 『明治文化全集 第九巻 経済篇』 日本評論社、1929年8月 ／ 明治文化研究会編 『明治文化全集 第十二巻 経済篇』 日本評論新社、1957年1月 ／ 明治文化研究会編 『明治文化全集 第十巻 経済篇』 日本評論社、1992年7月、ISBN 4535042500
  - 李長波編集・解説 『近代日本語教科書選集 第12巻』 クロスカルチャー出版、2011年6月、ISBN 9784905388371
- 『真政大意』 谷山楼、1870年7月巻上・巻下
  - 吉野作造編輯代表 『明治文化全集 第五巻 自由民権篇』 日本評論社、1927年11月 ／ 明治文化研究会編 『明治文化全集 第二巻 自由民権篇』 日本評論新社、1955年1月 ／ 明治文化研究会編 『明治文化全集 第五巻 自由民権篇上巻』 日本評論社、1992年7月、ISBN 4535042454
  - 前掲 『日本の名著 34 西周 加藤弘之』
  - 川戸道昭、榊原貴教編著 『資料集成 近代日本語〈形成と翻訳〉 第11巻』 大空社、2015年10月、ISBN 4283011851
- 『国体新論』 谷山楼、1874年12月
  - 前掲 『明治文化全集 第五巻 自由民権篇』 ほか
  - 前掲 『日本の名著 34 西周 加藤弘之』
  - 近代日本社会学史叢書編集委員会編 『近代日本社会学史叢書 第1期第4巻』 龍溪書舎、2007年7月
- 『人権新説』 谷山楼、1882年10月
  - 『人権新説』 谷山楼、1883年1月第三版
  - 前掲 『明治文化全集 第五巻 自由民権篇』 ほか
  - 藤田徳太郎ほか編輯 『日本精神文化大系 第九巻 明治時代篇上』 日本精神文化大系刊行会、1933年10月 ／ 日本図書センター、2001年2月、ISBN 4820567268
  - 前掲 『日本の名著 34 西周 加藤弘之』
  - 前掲 『近代日本社会学史叢書 第1期第4巻』
- 『徳育方法案』 哲学書院、1887年11月
  - 『教育勅語渙発関係資料集 第二巻』 国民精神文化研究所、1939年3月
  - 貝塚茂樹監修 『文献資料集成 日本道徳教育論争史 第1期第1巻』 日本図書センター、2012年6月、ISBN 9784284306089 - 抄録
- 『雑居尚早』 哲学書院、1893年11月
- 『強者の権利の競争』 哲学書院、1893年11月
  - 『強者の権利の競争』 日本評論社〈明治文化叢書〉、1942年9月
- 『道徳法律之進歩』 敬業社、1894年2月
  - 瀬沼茂樹編 『明治文学全集 80 明治哲学思想集』 筑摩書房、1974年6月、ISBN 4480103805 - 抄録
- 『二百年後の吾人』 哲学書院、1894年3月
- 『小学教育改良論』 哲学書院、1894年4月
- 『日本之十大勝算』 哲学書院、1894年11月
- 『還暦祝賀始末』 加藤弘之、1898年7月
- 『天則百話』 博文館、1899年1月
- 『道徳法律進化の理』 博文館、1900年4月
  - 『増補改訂 道徳法律進化の理』 博文館、1903年12月
- 『仏教改革談』 金港堂書籍、1902年8月
- 『学芸叢談 学問の話』 開成館、1903年4月
- 『進化学より観察したる日露の運命』 博文館、1904年3月
- 『自然界の矛盾と進化』 金港堂書籍、1906年12月
- 『吾国体と基督教』 金港堂書籍、1907年8月
  - 『基督教の害毒』 金港堂書籍、1911年6月
  - 鈴木範久監修 『近代日本キリスト教名著選集 第4期28』 日本図書センター、2004年4月、ISBN 4820587099
- 『迷想的宇宙観』 丙午出版社、1908年7月
  - 前掲 『基督教の害毒』
- 『新文明の利弊』 金港堂書籍、1908年11月
- 『基督教徒窮す』 同文館、1909年7月
  - 前掲 『基督教の害毒』
- 『学説乞丐袋』 弘道館、1911年10月
- 『自然と倫理』 実業之日本社、1912年3月
- 『国家の統治権』 実業之日本社、1913年6月
- 『新常識論』 広文堂書店、1914年9月
- 『責任論』 実業之日本社、1915年5月
- 『加藤弘之自叙伝 附金婚式記事概略 追遠碑建設始末』 加藤弘之先生八十歳祝賀会編、加藤弘之先生八十歳祝賀会、1915年6月
  - 『加藤弘之自叙伝』 大空社〈伝記叢書〉、1991年11月、ISBN 4872363876
- 『人性の自然と吾邦の前途』 大日本学術協会、1915年11月
- 『覆刻 弘之自伝』 長陵書林〈日本思想史資料叢刊〉、1979年10月

訳書
- 『西洋各国 盛衰強弱一覧表』 谷山楼、1867年
- 『国法汎論』 イ、カ、ブルンチュリ著、文部省、1872年5月
  - 『明治文化全集 補巻二 国法汎論』 明治文化研究会編、日本評論社、1971年7月
- 『各国 立憲政体起立史』 谷山楼、1875年10月第一冊・第二冊 ／ 1876年1月第三冊・第四冊 ／ 1876年4月第五冊
- 『自由自治』 谷山楼、1876年12月第一冊